# Eleftherios Venizelos

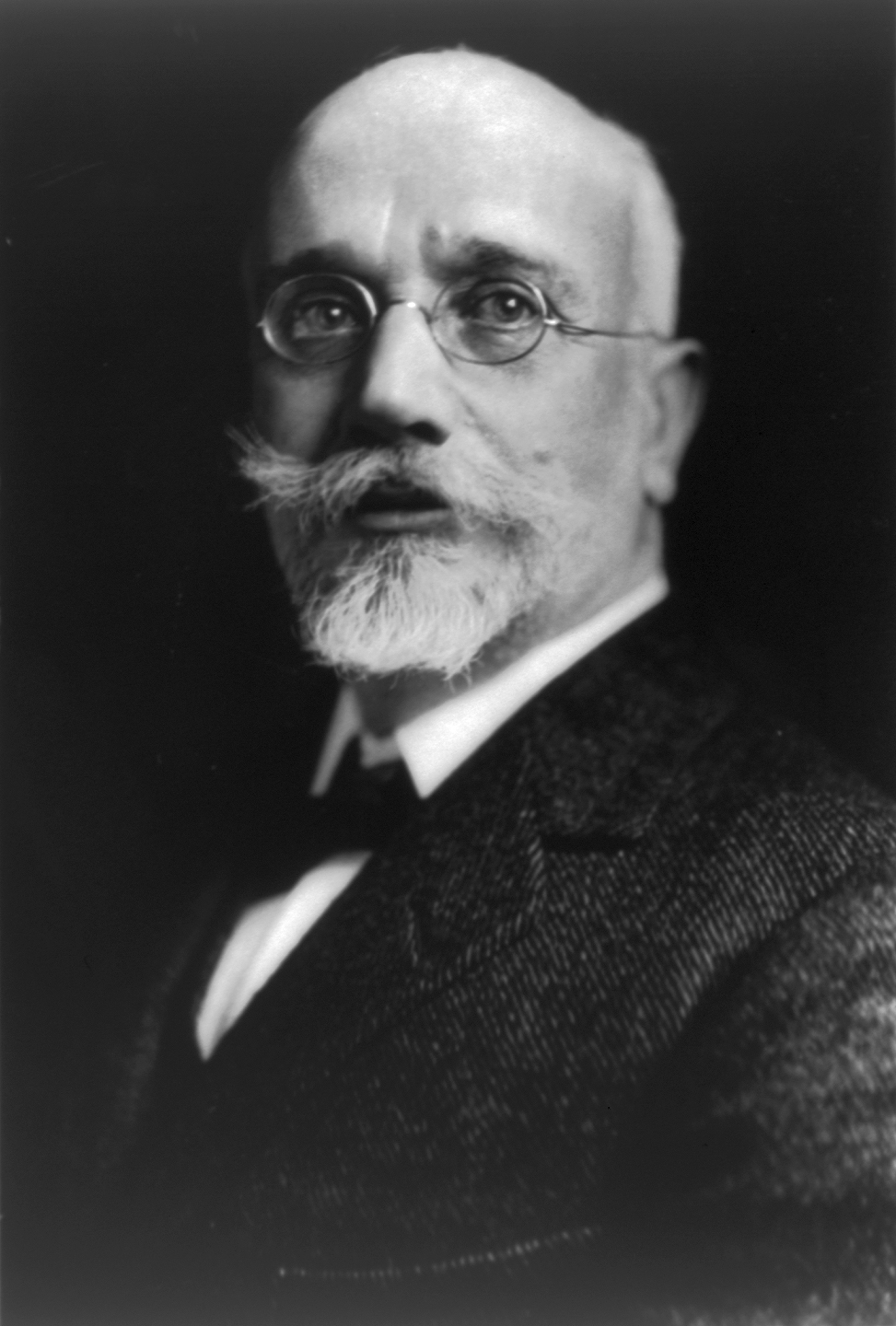
Elefthérios Venizélos (1864–1936), griechischer Politiker und Premierminister

Eleftherios Venizelos (griechisch Ελευθέριος Βενιζέλος Elefthérios Venizélos, * 11. Augustjul. / 23. August 1864greg. in Mournies bei Chania auf Kreta; † 18. März 1936 in Paris) war ein Politiker und Premierminister in Griechenland. Er gilt als größter Politiker Griechenlands der Neuzeit. Unter seiner Ägide wurde Kreta 1913 mit Griechenland vereint. Als Premierminister Griechenlands erweiterte er die Grenzen des jungen Staates auf seine heutige Ausdehnung in den Balkankriegen und infolge des Ersten Weltkrieges. Er führte maßgebliche Verwaltungsreformen ein und verhandelte 1923 für Griechenland den Vertrag von Lausanne. Venizelos erfährt bis in die Gegenwart eine landesweite große Verehrung.

## Leben

### Kretische Anfänge und der Eintritt in die griechische Politik
Venizelos stammte aus einer einfachen kretischen Familie, Sohn von Kyriakos (griechisch Κυριάκος) und Styliani (griechisch Στυλιανή). Aufgrund des Aufstandes auf Kreta 1866–69 gegen die Osmanen floh die Familie von Kreta auf die Insel Syros, als Eleftherios noch klein war. Er besuchte dort die Schule, ehe die Familie 1872 nach Chania zurückkehrte. Der Vater schrieb den Sohn 1877 an einer Athener Privatschule ein, seine schulische Ausbildung beendete Eleftherios letztlich 1880 in Syros. 1880 begann er im Geschäft des Vaters in der Chalidon-Straße in Chania zu arbeiten, obwohl er Rechtswissenschaften studieren wollte. Der Vater sorgte sich um die Nachfolge für sein Geschäft. Erst im Oktober 1881 durfte Eleftherios schließlich an der Athener Universität Rechtswissenschaften studieren. Sein Vater war kränklich und Eleftherios musste regelmäßig nach Chania zurückkehren. 1883 starb der Vater und Eleftherios musste neben seinen Studien den Unterhalt für die Familie verdienen. 1887 legte er die Prüfungen erfolgreich ab. Eleftherios arbeitete fortan als Anwalt auf Kreta.
Ab 1888 war er einer der wichtigsten Aktivisten für einen Anschluss der Insel an Griechenland (Enosis-Bewegung). Im Türkisch-Griechischen Krieg 1897 gehörte er zu den Anführern auf griechischer Seite. Der Krieg verlief für Griechenland zwar erfolglos, aber auf Druck der internationalen Großmächte musste das Osmanische Reich Kreta eine begrenzte Autonomie gewähren.
Ein kretisches Exekutivkomitee unter Beteiligung Eleftherios Venizelos’ übernahm die Verwaltung Kretas, bis Prinz Georg von Griechenland am 9. Dezember 1898 als Generalgouverneur auf die Insel kam. Danach war Venizelos vom 29. April 1899 bis zum 18. März 1901 Justizminister der ersten kretischen Regierung. Im Streit um eine zukünftige Zugehörigkeit Kretas zu Griechenland entlassen, setzte Venizelos sich an die Spitze der Opposition, die offen eine Vereinigung Kretas mit dem griechischen Festland forderte. Mit der einseitigen Proklamation des Anschlusses vom 11. März 1905 und der damit verbundenen politischen Entwicklung stürzte Venizelos den Prinzen, der am 12. September 1906 sein Entlassungsgesuch als Generalgouverneur einreichte. Am 6. Oktober 1908 proklamierte Venizelos erneut den Anschluss an Griechenland.
Als 1909 ein Aufstand in Makedonien Griechenland erschütterte, holte die Militärregierung Venizelos zunächst als Berater nach Athen. Er gründete 1910 die fortschrittsorientierte „Liberale Partei“, die bei Wahlen im gleichen Jahr die Mehrheit erhielt, worauf Venizelos zum Premierminister gewählt wurde. Im November 1913 erlebte er die Umsetzung seines Ziels, die Union Kretas mit Griechenland.

### DieMegali Idea:Die Balkankriege und das kleinasiatische Engagement
Die außenpolitischen Erfolge im Zuge der Balkankriege 1913 mit dem Anschluss Kretas an Griechenland und Verdoppelung des festländischen Staatsgebietes ließen ihn zu einem Verfechter der Megali Idea werden, der Idee eines Groß-Griechenlands unter Einschluss Konstantinopels und der kleinasiatischen Westküste. An der Seite der Entente versuchte er dieses Ziel im Ersten Weltkrieg zu erreichen. Venizelos’ Bündnis mit Serbien und sein Mobilisierungsbefehl, nachdem das verbündete Bulgarien in den Krieg eingetreten war, brachte ihn in Konflikt mit König Konstantin I. Im Oktober 1916 installierte Venizelos, nachdem er durch eine Wahl bestätigt, vom König aber entlassen worden war, eine republikanische Gegenregierung im nordgriechischen Thessaloniki; schon zuvor waren britische und französische Truppen in Thessaloniki gelandet, um die Mittelmächte an ihrer südöstlichen Front unter Druck zu setzen. 1917 wirkte Venizelos an der Vertreibung des Königs durch die Entente-Mächte mit und erklärte anschließend den Mittelmächten den Krieg. Innenpolitisch setzte er als Ministerpräsident Reformen in nahezu allen Zweigen der staatlichen Verwaltung durch, darunter eine feste Beamtenbesoldung, die Schulpflicht und eine Neuorganisation des Militärs, die freilich zugleich einer „Säuberung“ der Streitkräfte – wie auch der politischen Führung – von den Anhängern Konstantins gleichkam.

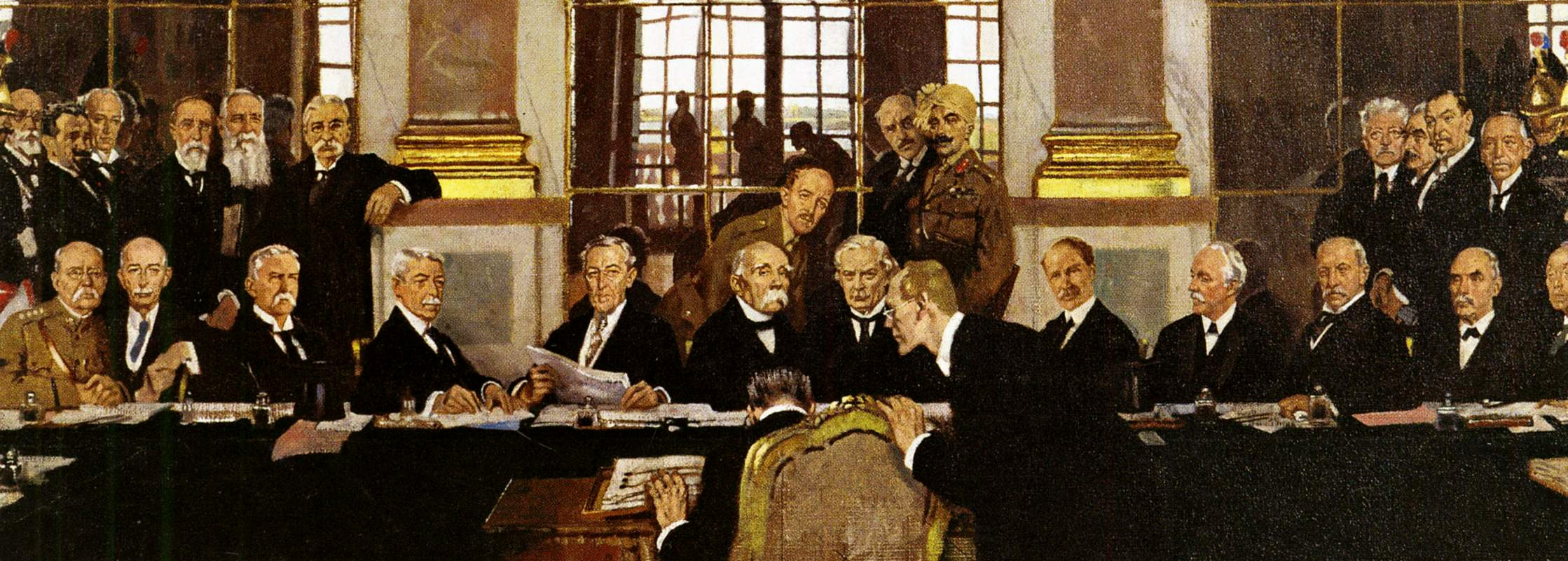
William Orpen: The Signing of Peace in the Hall of Mirrors. Venizelos auf der Pariser Konferenz (links außen) während der Unterzeichnung des Versailler Friedensvertrags durch den Reichsverkehrsminister Johannes Bell; am Tisch gegenüber (v. l. n. r.) Woodrow Wilson, Georges Clemenceau und David Lloyd George

Auf den Pariser Vorort-Konferenzen 1919 und 1920 schien Venizelos eine bedeutende Erweiterung des Staatsgebietes erreicht zu haben – darunter Ostthrakien und eine Schutzzone um das kleinasiatische Smyrna, die auszudehnen man in der Folge bemüht war. Das Mandat für die Errichtung einer griechischen Zone um Smyrna (griechisch Ζώνη Σμύρνης) war Venizelos gleichwohl schon im Mai 1919 noch vor Vertragsabschluss von den Vertretern Großbritanniens, der Vereinigten Staaten und Frankreichs erteilt worden, die die Errichtung einer umfänglichen italienischen Schutzzone im Südwesten der kleinasiatischen Halbinsel, unter Einschluss ebenso Antalyas wie Smyrnas, verhindern wollten. Der daraufhin begonnene Griechisch-Türkische Krieg (1919–1922) endete aber in der „kleinasiatischen Katastrophe“. Bei der Parlamentswahl am 14. November 1920 erhielt Venizelos’ Partei zwar eine knappe Mehrheit der abgegebenen Stimmen, aber wegen des Wahlsystems nur 118 der 369 Parlamentssitze. Venizelos selbst gewann keinen Parlamentssitz. Er verließ Griechenland – zehn Jahre nach seiner ersten Wahl zum Premierminister und mitten in der Auseinandersetzung mit einer erstarkenden Türkei unter Mustafa Kemal – und zog sich nach Paris zurück, während Konstantin nach Griechenland zurückkehrte. Nach der Wahlniederlage ging er eine zweite Ehe mit der wohlhabenden Philanthropin Helena Schilizzi ein, mit der er bis zu seinem Tod verheiratet blieb. Der kleinasiatische Feldzug, den seine Nachfolger fortsetzten, endete mit dem Verlust der im Vertrag von Sèvres gewonnenen ostthrakischen und kleinasiatischen Provinzen und der Entwurzelung oder Vertreibung der dort und im übrigen Kleinasien ansässigen Griechen. Obwohl er selbst kein Amt mehr innehatte, führte er 1923 für die griechische Seite die Verhandlungen, die im Vertrag von Lausanne endeten.

### Letzte Amtszeit, Exil und Tod

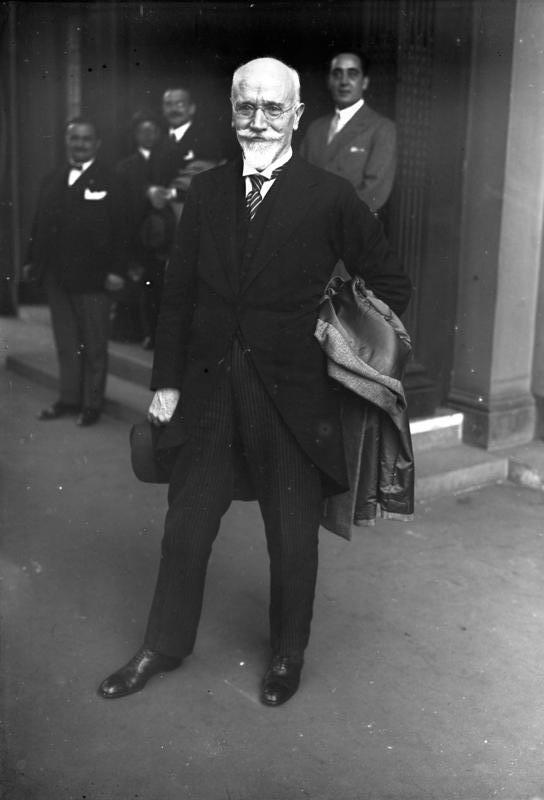
Eleftherios Venizelos in Berlin (1929)

Nach seiner Zeit im Exil war Venizelos ab dem 4. Juli 1928 noch einmal Premierminister. Er hatte einen großen Anteil an der Integration der aus der Türkei vertriebenen Griechen und bemühte sich außenpolitisch um gute Beziehungen zu allen Nachbarn.
Am 26. Mai 1932 trat er wegen der schlechten Wirtschaftslage (Weltwirtschaftskrise) und starker royalistischer Strömungen zurück. Mehrere Attentate auf Venizelos scheiterten. 1935 ging er erneut ins Exil nach Frankreich, wo er ein Jahr später starb. Eine Trauerfeier für Venizelos fand am 21. März 1936 in der Cathédrale grecque Saint-Étienne statt, bevor sein Leichnam per Eisenbahn nach Italien und per Schiff nach Kreta gebracht wurde.
Seine Grabstätte (35° 31′ 29″ N, 24° 3′ 22″ O) befindet sich auf der Insel Kreta (Profitis Ilias, Anhöhe im nordöstlichen Stadtgebiet von Chania, an der Grenze zur Halbinsel Akrotiri). Der neue Flughafen Athen trägt ebenso seinen Namen, wie viele Straßen und Plätze sowie die El. Venizelos, seinerzeit eine der größten auf dem Mittelmeer verkehrende Fähren. In Chania wurde gar eine mittlerweile eingemeindete Gemeinde nach ihm benannt. Abbildungen Venizelos’ befanden und befinden sich in vielen Bereichen des öffentlichen Lebens, wie z. B. auf der Rückseite der griechischen 50-Cent-Münze. Außerdem ist Venizelos auf der 10-Euro-Silber-Gedenkmünze zum 200-jährigen Jubiläum der Griechischen Revolution abgebildet, weil er maßgeblich daran beteiligt war, Kreta mit Griechenland zu vereinen.
Einer seiner Söhne war der griechische Politiker Sophoklis Venizelos, dreimaliger Ministerpräsident des Landes. Konstantinos Mitsotakis und Kyriakos Mitsotakis, Enkel bzw. Urenkel seiner Schwester, übten ebenfalls dieses Amt aus.

### Nach 1945

Eleftherios Venizelos auf der Rückseite der griechischen 50-Cent-Münze

- Κώστας Α. Καραμανλής: Ο Ελευθέριος Βενιζέλος και οι εξωτερικές μας σχέσεις. 1928–1932. Εκδόσεις Παπαζήση, Athen 1995, ISBN 960-02-1144-2 (Eleftherios Venizelos und die Außenbeziehungen Griechenlands. 1928–1932).
- Andrew Dalby: Eleftherios Venizelos. Haus Publishing, London 2010, ISBN 978-1-905791-64-4.
- Paschalis M. Kitromilides (Hrsg.): Eleftherios Venizelos. The Trials of Statesmanship. Reprinted edition. Edinburgh University Press, Edinburgh 2006, ISBN 0-7486-2478-3.
- Dimitri Kitsikis: Eleuthère Vénizélos. In: François Crouzet: Hommes d'Etat célèbres. Band 5: De la Révolution française à la Première guerre mondiale. Editions Mazenod, Paris 1975, OCLC 461522764.
- Γιάννης Μανωλικάκης: Ελευθέριος Βενιζέλος. Η άγνωστη ζωή του. Γνώση, Athen 1985, OCLC 1182612421.
- Dimitris Michalopoulos: Eleutherios Venizelos. An outline of his life and time. Lap Lambert Academic Publishing, Saarbrücken 2012, ISBN 978-3-659-26782-6.
- Δημήτρης Μιχαλόπουλος, Ο Εθνικός Διχαμός. Η άλλη διάσταση. Πελασγός. Ιωάννης Χρ. Γιαννάκενας, Athen 2012, ISBN 978-960-522-303-8.
- Charles Personnaz: Venizélos. Le fondateur de la Grèce moderne. Bernard Giovanangeli Éditeur, Paris 2008, ISBN 978-2-7587-0011-1.
- Michael Llewellyn Smith: Ionian Vision. Greece in Asia Minor, 1919–1922. Facsimile edition with a new introduction by the author. C. Hurst & Company, London 1998, ISBN 1-85065-368-2.
- Michael Llewellyn Smith: Venizelos. The Making of a Greek Statesman, 1864–1914. Hurst, London 2021.

### Vor 1945
- Doros Alastos: Venizelos. Patriot, Statesman, Revolutionary. P. Lund, Humphries & Co., London 1942; Reprint, with a special added introductory essay (= The Central and East European Series. Band 10). Academic International Press, Gulf Breeze, FL 1978, ISBN 0-87569-030-0.
- Eugene S. Bagger: Eminent Europeans. Studies in Continental Reality. G. P. Putnam’s Sons, New York, NY u. a. 1922 (Scan – Internet Archive [mit Link zum PDF; 12,9 MB]).
- Samuel B. Chester: Life of Venizelos. With a letter from His Excellency M. Venizelos. Constable and Company, London 1921 (Scan – Internet Archive [mit Link zum PDF; 14,3 MB]).
- Herbert Adams Gibbons: Venizelos. Houghton Mifflin Company, Boston MA u. a. 1920 (Scan – Internet Archive [mit Link zum PDF; 8,0 MB]).
- Costas Kerofilas: Eleftherios Venizelos. His life and work. John Murray, London 1915 (Scan – Internet Archive [mit Link zum PDF; 9,9 MB]).
- Crawfurd Price: Venizelos and the War. A Sketch of Personalities and Politics. Second Impression. Simpkin, Marshall, Hamilton, Kent & Co., London 1917 (Scan – Internet Archive [mit Link zum PDF; 12,0 MB]).
- Vincent J. Seligman: The Victory of Venizelos. A Study of Greek Politics, 1910–1918. George Allen & Unwin, London 1920 (Scan – Internet Archive [mit Link zum PDF; 14,2 MB]):